# واتاسان
واتاسان یا واتاشان نام دهی است از روستاهای ناتل (در دشت رستمدار) که فخرالدین بن قوام الدین مرعشی پس از فتح رستمدار آن را در ناتل به عنوان پایتخت خویش برگزید و از ساری و رستمدار افرادی فراهم آورد و خندق عمیقی در دور شهر حفر نمود و اقامتگاه و حمامی برای خود و بازار و مسجدی برای مردم آن ناحیه ساخت. 